# Kulm (distrikt)
Kulm är ett distrikt i kantonen Aargau, Schweiz.

## Geografi

### Indelning
Kulm är indelat i 17 kommuner:
- Beinwil am See
- Birrwil
- Burg
- Dürrenäsch
- Gontenschwil
- Holziken
- Leimbach
- Leutwil
- Menziken
- Oberkulm
- Reinach
- Schlossrued
- Schmiedrued
- Schöftland
- Teufenthal
- Unterkulm
- Zetzwil